# 탄개포항
탄개포항은 충청남도 태안군 고남면 고남리에 있는 어항이다. 2004년 12월 24일 어촌정주어항으로 지정하여 관리하고 있다. 관리청은 태안군, 시설관리자는 태안군수이다.

## 어항구역
본 항의 어항구역은 다음과 같다.
- 수역: 선착장 시점부에서 북서측 160m 지점에서 N27°E방향으로 95m 이동하고, S63°E 방향으로 240m 그은 선이 해안선과 맞닿는 선내 공유수면(33,500m2)[1]
- 육역: 6,965m2

## 개발계획
2008년 12월 10일 고시된 탄개포항의 개발계획은 다음과 같다.
- 방파제 20m, 물양장 120m, 친수호안 117m, 육상시설 3,220m2

## 주요 어종
- 우럭, 노래미, 농어, 실치, 까나리